# Tisztaberek
Tisztaberek is een plaats (község) en gemeente in het Hongaarse comitaat Szabolcs-Szatmár-Bereg. Tisztaberek telt 665 inwoners (2001).